# Ligue du Maroc de football 1954-1955
Navigation
Édition précédente Édition suivante
La Ligue du Maroc de football 1954/1955 représente la saison footballistique 1954-1955 du Maroc, il s'agit de la 40e édition des championnats du Maroc.
Le Wydad AC remporte son 5e sacre de champion du Maroc (Division Honneur) avec un total de 50 points, et se qualifie pour la 5e fois de son histoire en ligue des champions de l'ULNA.
Le Tihad AS sacré champion du Maroc (Division Pré-honneur) pour la 1re fois de son histoire et accède en compagnie de son dauphin le Maghreb AS en division d’excellence à la place de l'ASF Tanger et de l'US Athlétique.

## Classement
Le championnat est très disputé puisque jusqu'à la 22e et dernière journée, le Wydad Athletic Club et le KAC Marrakech sont au coude-à-coude avec 47 points chacun. Lors de cette dernière journée, le Wydad réussit à battre le Sport athlétique de Marrakech, et le Kawkab est contraint au match nul par le Stade marocain,.
Avec 11 victoires, 6 nuls et 5 défaites, 30 buts marqués et 18 buts encaissés (soit une différence de plus 12), le Wydad AC termine en tête avec 50 points, devançant le KAC Marrakech qui en totalise 49, et remporte ainsi son cinquième titre dans la compétition.
Mohamed Chtouki de Wydad AC est le buteur de cette saison avec 19 buts.
Le barème de points servant à établir le classement se décompose ainsi :
- Victoire : trois points ;
- Match nul : deux points ;
- Défaite : un point.

| Rang | Équipe            | Pts | J  | G  | N  | P  | Bp | Bc | Diff |
| ---- | ----------------- | --- | -- | -- | -- | -- | -- | -- | ---- |
| 1    | Wydad AC          | 50  | 22 | 11 | 6  | 5  | 30 | 18 | +12  |
| 2    | KAC Marrakech P   | 49  | 22 | 10 | 7  | 5  | 28 | 16 | +12  |
| 3    | Racing AC T       | 46  | 22 | 10 | 6  | 6  | 24 | 18 | +6   |
| 4    | US Athlétique P   | 45  | 22 | 10 | 5  | 7  | 23 | 20 | +3   |
| 5    | MC Oujda          | 45  | 22 | 10 | 5  | 7  | 22 | 22 | 0    |
| 6    | SA Marrakech      | 44  | 22 | 9  | 8  | 5  | 20 | 23 | -3   |
| 7    | CS Marocain       | 44  | 22 | 9  | 8  | 5  | 19 | 24 | -5   |
| 8    | USD Meknès        | 42  | 22 | 8  | 10 | 4  | 19 | 26 | -7   |
| 9    | US Marocaine V    | 42  | 22 | 8  | 10 | 4  | 20 | 28 | -8   |
| 10   | Fath US           | 42  | 22 | 10 | 2  | 10 | 18 | 28 | -10  |
| 11   | AS Tanger-Fès     | 40  | 22 | 8  | 8  | 6  | 17 | 30 | -13  |
| 12   | SCC Roches Noires | 39  | 22 | 8  | 7  | 7  | 15 | 30 | -15  |

|  | Champion du Maroc de la Division Honneur 1954/1955 Qualification en Ligue des champions de l'ULNA 1955 |
|  | Vice-champion du Maroc de la Division Honneur 1954/1955                                                |
|  | Relégation directe en Pré-honneur                                                                      |
|  | (T) Tenant du titre (P) Club promu de Pré-honneur                                                      |

NB : 4 équipes dessous : l'USA, le SAM, l'USDM et l'ASTF.